# 米赫勒謝尼鄉 (博托沙尼縣)
47°53′N 27°04′E / 47.883°N 27.067°E
米赫勒謝尼鄉（羅馬尼亞語：Comuna Mihălășeni, Botoșani），是羅馬尼亞的鄉份，位於該國東北部，由博托沙尼縣負責管轄，面積64平方公里，海拔高度109米，2007年人口2,394，人口密度每平方公里38人。